# Prix Bruxelles-Horta
Ne doit pas être confondu avec Prix baron Horta.
Le Prix Bruxelles Horta est un prix d'architecture créé en 1996 qui récompense tous les deux ans des œuvres remarquables réalisées à Bruxelles. Les œuvres primées sont exposées et médiatisées lors de la remise du Prix et de la cérémonie d'ouverture d'une exposition itinérante à travers Bruxelles.
Le Prix est organisé par l'association Archi ULB Alumni anciennement dénommée S.A.D.Br. (Société des Architectes Diplômés de la Ville de Bruxelles) avec le soutien de la Ville de Bruxelles.

## Prix du public
Créé en 2008 par Christian Ceux, le Prix du public est venu compléter les récompenses décernées lors de la remise du Prix Bruxelles Horta. Une telle démarche a pour principal objectif de conscientiser le grand public à la qualité architecturale environnante. Le public pourra découvrir les œuvres sélectionnées pour la phase finale et faire son choix. Le projet qui récolte le plus de votes est nommé lauréat du Prix du public. Un candidat peut à la fois obtenir le prix du public et le prix du jury.

## Lauréats
| Année | Projet                                  | Type de projet                                                                          | Architecte                                           | Adresse                                    | Prix           |
| ----- | --------------------------------------- | --------------------------------------------------------------------------------------- | ---------------------------------------------------- | ------------------------------------------ | -------------- |
| 1996  | Nespresso .                             | Rénovation immeuble                                                                     | J. Opdenberg et C. Kremer                            | Avenue Louise, 132                         | Lauréat        |
| 1996  | Bibliothèque de l'ULB                   | Nouvelle construction d'une bibliothèque                                                | Art and Build                                        | Avenue Paul Héger                          | Mention        |
| 1996  | Église Saint-Roch                       |                                                                                         | Polet, Bultot, Dupont                                | Chaussée d'Anvers                          | Mention        |
| 1996  | Maison de la Bellone                    |                                                                                         | Olivier Noterman                                     | Rue de Flandres, 46                        | Mention        |
| 1999  | De Keur                                 |                                                                                         | BOA (Arter)                                          | Rue du Poinçon 48/50 et rue Terre Neuve 38 | Lauréat        |
| 1999  | Résidence Peuplier                      |                                                                                         | Archi+I                                              | Rue du Peuplier 7/15                       | 2e Prix        |
| 1999  | Crystal                                 |                                                                                         | Samyn and Partners                                   | Avenue Cortenbergh 60                      | Mention        |
| 2001  | Crèche Gabrielle Petit                  |                                                                                         | R2D2 Architecture, Messian, Szpirer P. & Ph. Lambert | Avenue Impératrice Charlotte               | Lauréat        |
| 2001  | École maternelle Catteau                |                                                                                         | Barbara Van Der Wee                                  | Rue Saint Ghislain, 40                     | Lauréat        |
| 2001  | Librairie Brüsel                        |                                                                                         | Abdo Khouri                                          | Boulevard Anspach, 100                     | 2e Prix        |
| 2001  | Bureaux, logements et commerces         |                                                                                         | B. Gochet et A. Gilson                               | Rue Locquenghien, 14                       | 3e Prix        |
| 2003  | Rempart des Moines                      | Salle de sports                                                                         | Pierre Blondel                                       | Rue Rempart des Moines, 101 - 103          | Lauréat        |
| 2003  |                                         | Logements                                                                               | Sébastien Cruyt                                      | Rue Vandenbranden, 69                      | 2e Prix        |
| 2005  | Centre Interdiocésain Maisin            | Construction d'un immeuble de bureaux                                                   | Architectes Associés                                 | Rue du Commerce, 70-72                     | Lauréat        |
| 2005  |                                         | Transformation lourde d’un immeuble de commerce, atelier et logements en 4 appartements | WEXX Dirk Wechseler                                  | Rue des Fabriques                          | Mention        |
| 2008  | Rossel                                  | Bureaux                                                                                 | Archi 2000                                           | Rue Royale, 96                             | Lauréat        |
| 2008  | Pavillon du Bonheur provisoire          | Pavillon éphémère                                                                       | V+                                                   | Place Louis Steens                         | Lauréat        |
| 2008  | Brigittines                             | Centre culturel                                                                         | SUM projekt                                          | Petite rue des Brigittines                 | 2e Prix        |
| 2008  | Huis voor het Nederlandstalig onderwijs |                                                                                         | WAW architecten                                      | Rue Marcq, 16-18                           | Public         |
| 2010  | École des Quatre Vents                  | Construction d’une école secondaire pour 45 Enfants autistes                            | Atelier d’Architecture Galand, Jacques GALAND        | Rue de Heembeek, 60                        | Lauréat Public |
| 2012  | La Savonnerie                           | Logements                                                                               | MDW Architecture                                     | Rue d'Anderlecht, 135 - 147                | Lauréat        |
| 2012  | WET89                                   | Bureaux/café                                                                            | 51N4E                                                | Rue de la Loi, 89                          | 2e Prix        |
| 2012  | RITS Theater School                     |                                                                                         | Bogdan & Van Broeck Architects                       | Rue Antoine Dansaert, 70                   | Mention        |
| 2012  | Solvay Brussels School                  |                                                                                         | Art and Build                                        | Avenue Franklin Roosevelt, 42              | Public         |
| 2014  | Cloître                                 | Logement privé                                                                          | O2 Architectes                                       | Allée du Cloître                           | Lauréat        |
| 2014  | Mirador                                 | Logement privé                                                                          | V+                                                   | Rue du Rouleau                             | Lauréat        |
| 2014  | Evers                                   | Logements collectifs                                                                    | Baneton-Garrino Architectes                          | Rue Evers                                  | 2e Prix        |
| 2014  | Reibel House                            | Bureaux                                                                                 | Iceberg Architecture Studio                          | Chaussée de Vilvorde                       | Mention        |
| 2014  | Gare de Bruxelles-Central               | Rénovation du grand couloir                                                             | MA² - Metzger et Associés Architecture               | Carrefour De L'Europe                      | Mention        |
| 2014  | The Louise Centre                       | Bureaux                                                                                 | GS3 Architectes Associés                             | Avenue Louise                              | Public         |